# Albert Bastardas
Albert Bastardas Sampere (Gracia, 26 de mayo de 1871-Barcelona, 12 de septiembre de 1944) fue un abogado y político español. A lo largo de su carrera desempeñaría numerosos cargos, llegando a ejercer como alcalde de Barcelona.

## Biografía
Nació en el entonces municipio de Gracia el 26 de mayo de 1871. Elegido concejal del Ayuntamiento de Barcelona por la Unión Republicana, en 1908 fue nombrado primer teniente de alcalde y ejercería como alcalde entre 1908 y 1909. Posteriormente militaría en la Unión Federal Nacionalista Republicana (UFNR), de la que sería secretario en 1911. En 1913, bajo las siglas de esta formación, fue elegido diputado de la diputación provincial e intervino en la constitución de la Mancomunidad de Cataluña, organismo del que sería vicepresidente. 
Cuando Miguel Primo de Rivera disolvió la Mancomunidad, en 1925, se exilió. Regresó tras la proclamación la Segunda República, en 1931. Durante estos años se erigiría en uno de los dirigentes del Partit Catalanista Republicà (PCR). En 1932 fue elegido diputado al Parlamento de Cataluña por Granollers. 
Promovió los seguros sociales y la prevención de accidentes y, como presidente del Patronat de Previsió Social de Catalunya i Balears, consiguió que fueran obligatorios el retiro obrero y el seguro de maternidad. En 1936 fue presidente de la sección de legislación obrera del Primer Congrés Jurídic Català, de la Junta de Museos, del Patronato de Aprendices, de la Associació Protectora de l'Ensenyança Catalana (APEC) y del Orfeón Catalán. Su labor fue importante en la promoción cultural y la reforma interior de Barcelona. Al terminar la guerra civil española, en 1939, abandonó todos sus cargos y marchó al exilio, si bien acabaría regresando a su tierra natal.
Falleció en Barcelona el 12 de septiembre de 1944.

## Familia
Casado con Dolors Parera Bisbal, heredera de las destilerías Parera, fue el padre del latinista Joan Bastardas.

## Fondo personal
El Archivo Histórico de la Ciudad de Barcelona conserva el fondo personal de Albert Bastardas i Sampere que incluye documentación familiar y personal, correspondencia (familiar, del Ayuntamiento de Barcelona, de otras administraciones y de instituciones y entidades), así como de su actividad política vinculada al Ayuntamiento de Barcelona (dosieres temáticos y políticos, de otras administraciones y de medios de comunicación).